# Раморино, Джероламо
Джерола́мо Рамори́но (итал. Gerolamo Ramorino; 8 апреля 1792, Генуя, — 22 мая 1849, Турин) — итальянский военачальник, участник польского восстания 1830 года.

## Биография
Служа во французской армии, участвовал в наполеоновских войнах и дослужился до должности командира эскадрона. Участвовал в Пьемонтском восстании 1821 года. После поражения повстанцев жил в Париже, занимался торговлей. Присоединился к польскому восстанию 1830—1831 глдов. Получил чин полковника, затем произведён в бригадные генералы. Командовал 2-м корпусом в польской армии. Был разбит войсками Розена и отступил на территорию Австрии.
Принимал участие в попытках Джузеппе Мадзини возбудить революционное движение в Италии, в 1834 году возглавил неудачное вторжение в Савойю. 
В 1848 году по приглашению короля Карла-Альберта поселился в Пьемонте и был выбран депутатом. В 1849 году командовал дивизией в пьемонтской армии. В сражении при Новаре (23 марта), Раморино, обманутый движениями Радецкого, вопреки приказаниям главнокомандующего покинул пост близ Павии, который он должен был охранять; Радецкий поспешил воспользоваться ошибкой и переправиться через Тичино, что стало первой причиной поражения сардинской армии. Был обвинён в невыполнении приказов во время боя, осуждён на смерть и расстрелян.